# خورشید در هنر ایران

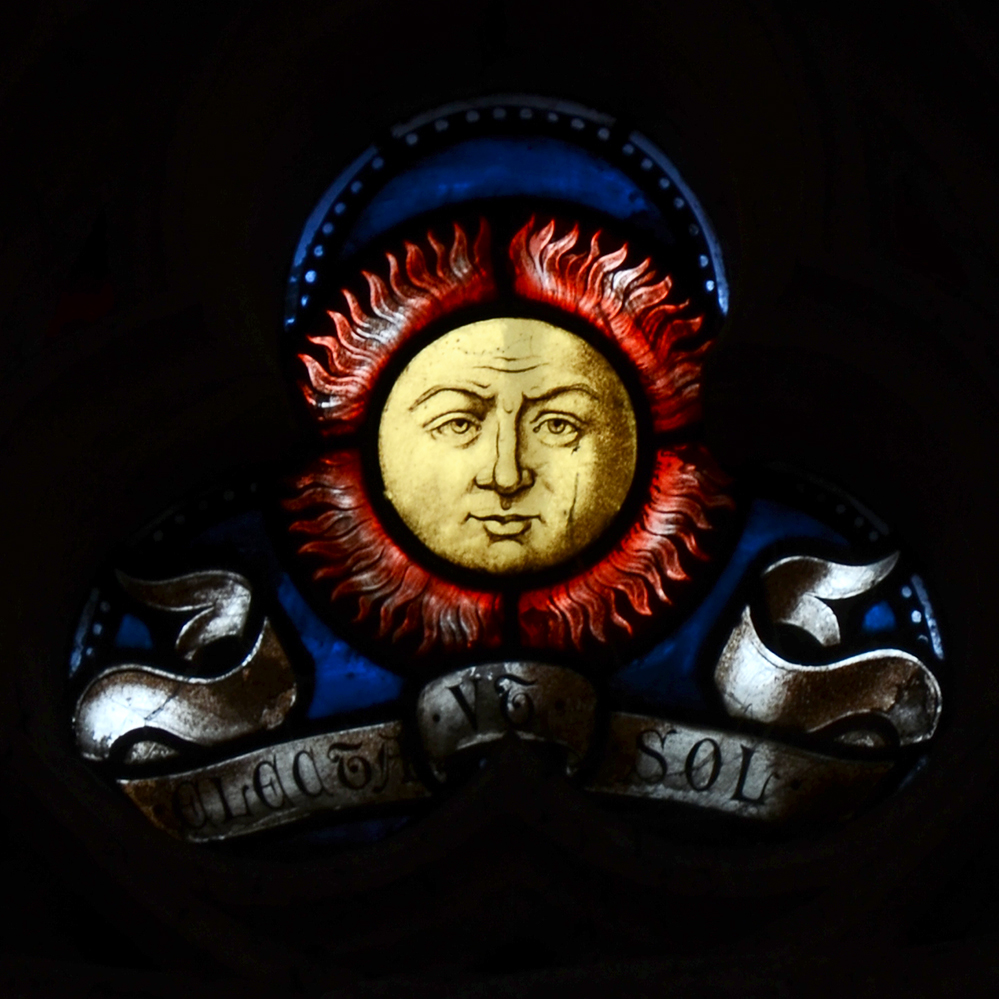
نمایی از خورشید در پنجره

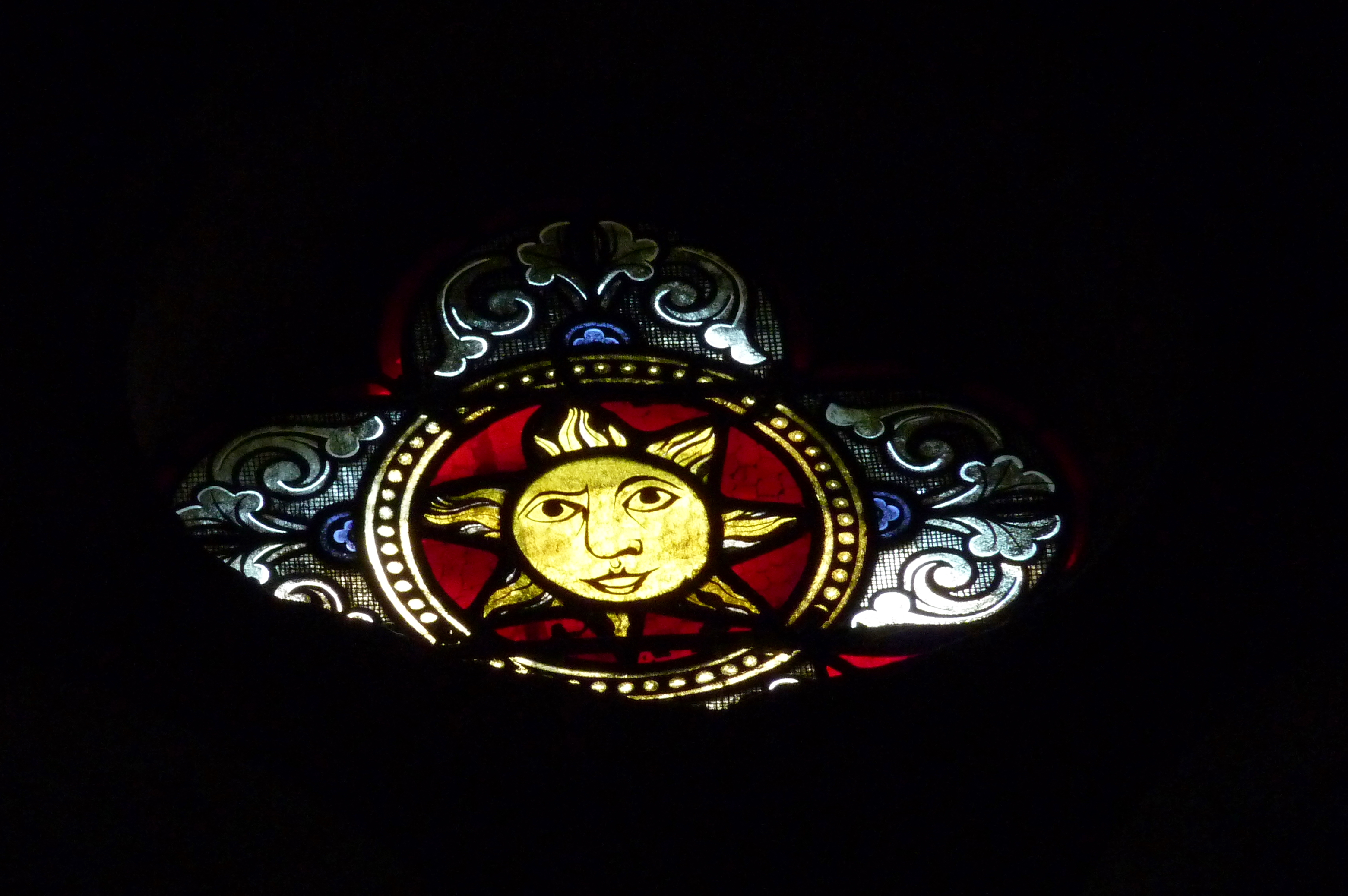
نمایی از خورشید

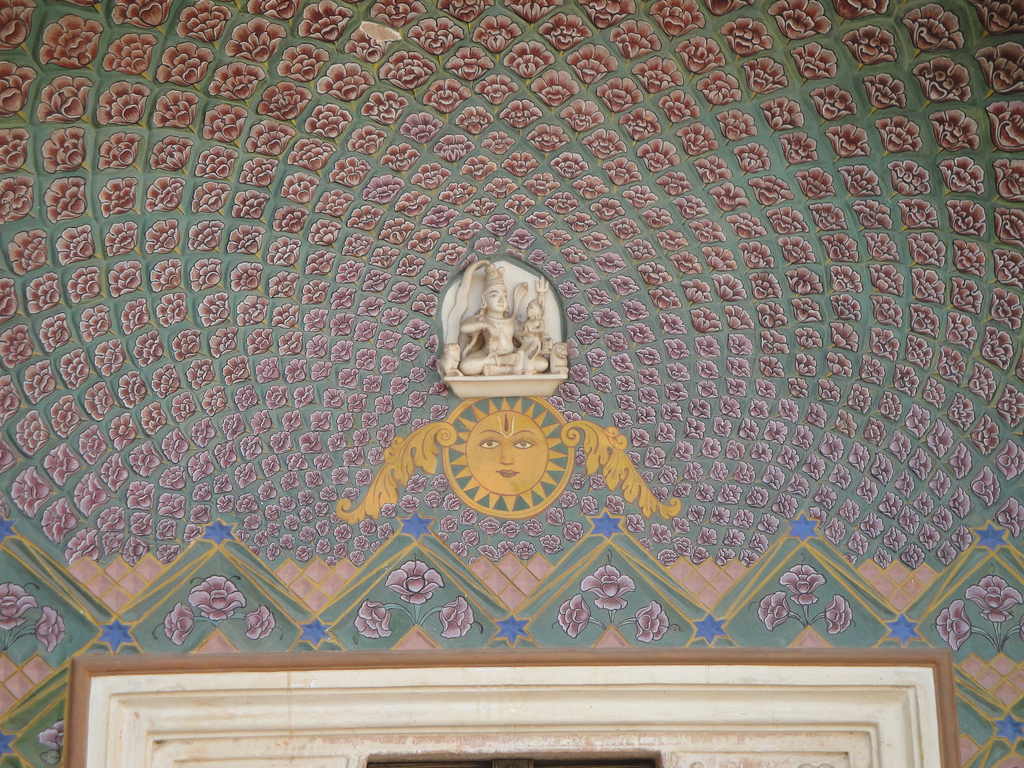
خورشید در هنر هند

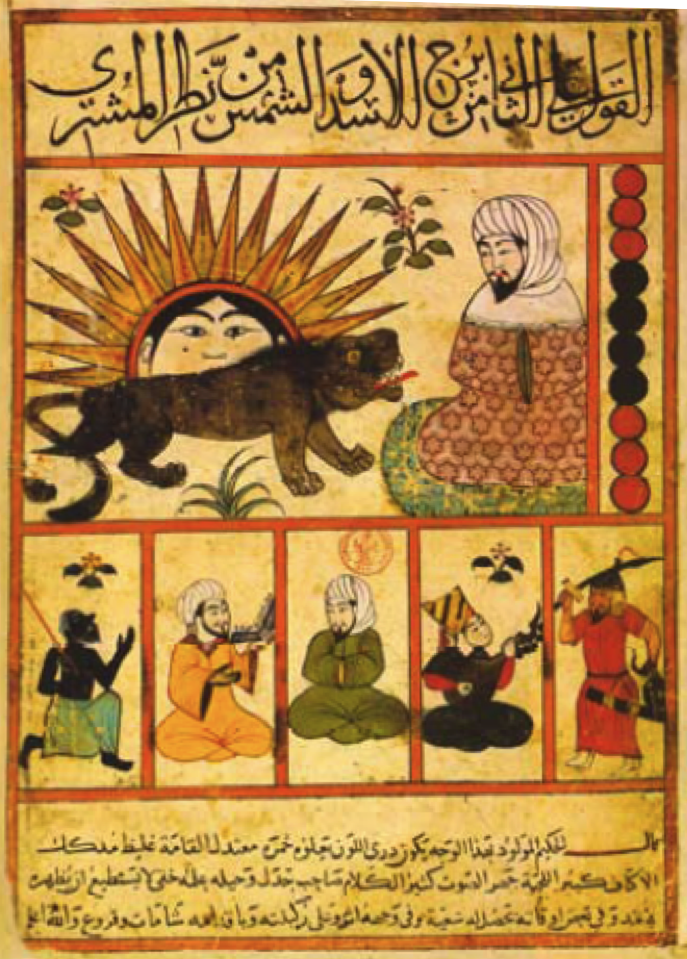
شیر و خورشید در هنر خاورمیانه

با تکامل بشر و شروع به کشاورزی انسان دریافت  که نور و حرارت خورشید سبب پرورش گیاهان  گرم کردن و نیرو بخشیدن می‌شود و خورشید را به جای ماه برای پرستش برگزید بدین ترتیب آفسانه‌های مربوط به خورشید با قرار دادهای کشاورزی و دامداری درآمیخت.

## تاریخچه
کهن‌ترین سند نوشته شده که در آن نام این خدای کهن حک شده‌است لوح گلینی متعلق به ۱۴۰۰سال قبل از میلاد است در یکی از این الواح میان هیتی‌ها و میتانی‌ها پیمانی بسته و از میتا و ارونا از دو خدای بزرگ هنذد و ایران کمک خواسته شده‌است.
خورشید و مهر هر دو آفریننده، اهورا مزدا، و دو ایزد بزرگند. در زمان هخامنشیان نیز مهر، مهر دهندهٔ پیروزی و نگهدار چراگاه و شبان بوده‌است. و در عصر ساسانیان بهرام ور هرام به جای او حامی تخت ساسانیان بود. و ایزد راستی است.
همچنین در اساطیر ایران خورشید است که نطفهٔ کیومرث را پس از کشته شدن توسط اهریمن پاک و منزح داشت و سپس به سرزمین باز گردانید تا از ان گیاهی بروید که ریشه مسی ومشیانه شد.

## خورشید در صنایع دستی ایران
تزئینات در سرزمین‌های همانند ایران که پیشینه نمادین و سنبلیک دارند دارای دو وجهٔ مفهومی و کاربردی است، مهم‌ترین شاخصهٔ هنر ایران چه پیش از اسلام و چه پس از ان رابطه‌ای است که بین هنر و اداب برامده از مذهب وجود دارد. در ایران سفال قدیمی‌ترین منبعی است که به دلیل فرا گیر بودن موارد استفاده ان به خوبی روایت‌کنندهٔ زندگی فرهنگی و اجتماعی مر دم ایران در دوره‌های تاریخی باشد. در ابتدای شکل‌گیری تمدن ایران و در دوره‌ای که کشا ورزی  اصل زندگی مردم را تشکیل می‌داد بسیاری از نقوش مظاهری از طبیعت همچون مار، انسان، ماهی، پرنده، بز کوهی و خورشید بودند. در این میان نقش مایه خورشید کم و بیش در تمام مراکز تمدنی ایران باستان حضور داشته‌است با توجه به این که نقش مایه خورشید به تعدد در سفال‌های ایران باستان وجود داشته می‌توان به این نتیجه رسید که ظهور این نقش مایه تا حدودی جنبهٔ ائینی داشته‌است و در تمامی فلات ایران بر روی سفال‌ها خورشید قابل مشاهده است. 
خورشید در دست ساخته‌های ایران باستان گاه همراه به مظاهر خود همچون اسب بز پرنده حلقه چرخ چلیپا و... نمودار می‌گردد. همچنین بز کوهی که مظهر سود بخش و سودرسان طبیعت یعنی خورشید بوده‌است 

## فروهر
باتوجه به این که نقش‌های شاهین و فروهر به چلیپا بسیار نزدیک است می‌توان چنبن پنداشت که در زمانی که از اهمیت مهر کاسته شد، چلیپا نشان مقدس میترائیسم رفته رفته به شاهین مبدل گشت و شاهین و فروهر تمام جاذبه‌های معنوی و روحانی این نشانه را گرفته و مظهر فر و شکوه گشتند 
در بسیاری از سفال‌های ایران باستان تصویر خورشید به صورت مجرد دست مایهٔ صنعتگر جهت تزئین بوده‌است بدین ترتیب می‌تواند تکرار یک نقش مایه خاص از خورشید را در چند حوزهی تمدنی حاکی از روابط تجاری و فرهنگی میان آن‌ها دانست.